# 使命召唤：黑色行动III
《使命召唤：黑色行动III》是一款由Treyarch开发，动视发行的第一人称射击游戏。游戏是2012年《使命召唤：黑色行动II》的续作，于2015年11月6日登陆Microsoft Windows、PlayStation 3、PlayStation 4、Xbox 360和Xbox One平台。不过PlayStation 3和Xbox 360版本中将不会包含单人剧情模式，只保留多人对战内容。此外本作也将是继系列第一、二部之后时隔多年的有中文化的主系列作品，游戏将包含简体中文和繁体中文版本。发售后，游戏获得了积极评价并在商业上取得成功。

## 游戏玩法

### 单人战役
单人战役支持4名玩家进行合作游戏，关卡将更大更开放。玩家可自定义人物的性别及外观。战役有自己的升级系统，随着游戏的进行，玩家可解锁令牌用于购买不同的武器和装备。游戏还设有名为“真实”的困难模式，如果玩家被一颗子弹击中，游戏就会结束。

### 多人模式
多人模式引入了以新动力为基础的运动系统，它利用推进器包，缓慢推动玩家天空中，以及在墙壁跑步和滑行，玩家可对枪支进行完全控制。除了《黑色行动II》的Pick 10系统，游戏还添加了新的“专家”动作系统，玩家可从9个拥有不同能力或特殊武器的士兵中选择。新的“工坊”（Gunsmith）功能允许对武器进行定制及组合。Paintshop功能还允许玩家在枪的特定部分添加自己的标记，进一步突出了游戏的深度定制性。

### 僵尸模式
僵尸模式包含故事和多人模式，二者都有新的经验值升级系统。在2015年圣迭戈国际动漫展上，开发商宣布“邪恶阴影”将作为僵尸模式的一个新地图发布，该地图有四个全新的角色：魔术师尼禄、蛇蝎美人杰西卡、警察文森特和拳击手坎贝尔，地点设定在虚构的MORG市。

## 剧情

### 单人战役

#### 游戏设定
《使命召唤：黑色行动III》设定在《黑色行动II》故事发生40年之后的2065年，一个反乌托邦式的未来。世界被分成「溫斯路協約組織」（Winslow Accord）、「共同防衛公約組織」（Common Defense Pact）及「尼羅河同盟」（Nile River Coalition）三大勢力的新冷戰局面。世界各地的一些国家开发出了高科技防空系统，使空袭失去效果。因此，多数国家之间通过秘密特工进行敌后战争。科学和技术已经从根本上改变了地球的面貌和人类的未来。社会暴力抗议逐渐增加，人们试图阻止被科学家鼓吹为“进步”的科技发展。军事技术高度发展，机械化士兵将在战斗中发挥重要作用，而超级战士则已具备前线作战能力。人类的人性正在逐渐泯灭。玩家将扮演一名来自“黑色行动”团队的超级士兵，进入一个“黑暗、扭曲的未来”。

#### 故事
在劳尔·梅南德斯（Raul Menendez）的阴谋破产后，时间来到了2065年。一个温斯洛协约国组织的普通士兵（玩家）所在的“黑色行动”小组正在队长雅各布·亨德里克斯（Jacob Hendricks）的带领下前往埃塞俄比亚的尼罗河同盟部队的总部中执行拯救埃及部长萨义德的任务。途中遭遇了以约翰·泰勒（John Taylor）为首的改造士兵小队，顺便救出了开罗起义的发起人：卡利尔（Khalil），随后在泰勒小队的帮助下，亨德里克斯和其余人员成功撤离，但主角则被尼罗河同盟的机械士兵抓住，双手与右腿被机器人士兵给活活撕断。奄奄一息之际，泰勒出现，把主角带走救治。此后主角被植入了DNI（Direct Nerual Interface）以及装上了机械义肢。随后亨德里克斯亦自告奋勇，也接受了人体改造。
不过根据任务简报，此时的玩家已经死亡，只有意识还被抢救下来保存至现实世界中泰勒的DNI系统中。在游戏时间线上，第二关其实是现实中的倒数第二关。后文剧情大部分为AI考沃斯基于发现CIA黑幕的迪伦·斯多恩（Dylan Stone）带领泰勒和亨德里克斯进行黑色行动任务的剧情虚拟而成，亦真亦假，只有最后一关再次回到现实中，实际上是以玩家的意识操纵泰勒的身体去追击亨德里斯克，并最终玩家的意识被DNI清除，泰勒重新掌控自己的身体。。
五年后，亨德里克斯与主角前往新加坡调查“54长生军”并且与当地的CIA联络员瑞秋·凯恩（Rachel Kane）接头。由于NOVA6毒气的泄露，新加坡此时已经是一座死城，只有54长生军以新加坡为根据地在活动。但随着调查发现，背后的幕后操纵者竟然是泰勒的小队！随后主角一行继续深入，在夺取54长生军领导人吴秀兰的资料后，在科尔利森的新加坡分公司击杀了泰勒小队的迪亚兹（Diaz）。随后小队发现新加坡此时已经被54长生军变成了一片火海。但随后小队收到了泰勒的通讯，也证实了泰勒叛变的传闻。随后小队歼灭了新加坡的54长生军，击杀了吴秀兰后救出了凯恩。
随后小队转战埃及，找寻萨利姆博士调查内幕。但是审讯途中被尼罗河同盟的攻势所打断。虽然经过一场恶战，但是萨利姆博士还是被尼罗河同盟给救出。此后主角继续进行追踪，但是被泰勒小队的萨拉·霍尔（Sara Hall）所阻挠，但还是将其击退。此后主角强行连接霍尔的DNI，但卻發現DNI黑暗的真相：原来在新加坡造成了灾难的研究项目根本目的是设计一种能够扫描和搜索使用者思想的程序，由于CIA预计DNI在将来必然会在大众间实现普及，这种技术所提供的扫描和过滤将比现有的任何信息检索手段都能更加有效的对人民的行为乃至思想进行监控，从而防备潜在的恐怖袭击。但研究并不顺利，且在所有人都没有察觉的情况下还制造出了一个可怕的副产品，名为：考沃斯（Corvus）的人工智能。而泰勒等人在最初调查这个机构时就被考沃斯感染，渐渐的丧失了自己的理智，偏执的寻找并不存在的“冰冷的森林”。然而，由于程序出错，主角与霍尔的意识被卷入了无数的虚幻的空间，经历了黑色计划基地的屠杀事件，最后来到了二战时期的巴斯通尼，此时正是巴斯通尼战役发动的时期。但是在调查后发现黑色计划基地内的人都是泰勒小队杀死的。随后两人遭遇僵尸袭击，在一番鏖战之后主角亲手终结了霍尔的生命。
回到现实之后主角一行人向沙堡发起了总攻击。在主角追踪泰勒期间，AI考沃斯开始侵蚀主角的思想。在歼灭平台上的所有人后，主角一行人发现泰勒准备逃脱，然而此时考沃斯对主角和亨德里克斯的侵蚀越来越严重。泰勒逃走时留下了小队里的狙击手麦雷迪（Maretti）来对付主角一行人。虽然主角顺利击杀了麦雷迪，但是泰勒还是逃走了。
主角一行人得知泰勒躲藏在埃及的莲花塔，随后趁着卡利尔挑起暴动，主角与亨德里克斯进入莲花塔追捕泰勒。但是在追捕途中主角发现亨德里克斯已经被考沃斯严重侵蚀，但紧急关头并没有任何办法，只能继续追捕泰勒。但半途中主角意识亦开始被侵蚀，后在凯恩的呼唤下主角成功夺回自己意识并且继续前进，而亨德里克斯则留下来断后。最终主角追上了泰勒并且击毁了泰勒所乘坐的飞船，但是主角却被坠毁的飞船碎片砸中。随后泰勒出现，但是并没有对主角痛下杀手，而是用刀强行剥离自己的DNI。但随后泰勒被已经被考沃斯完全侵蚀了的亨德里克斯枪杀。随后亨德里克斯抛下主角一行人，独自前往位于瑞士苏黎世的科尔利森公司总部。
主角与凯恩追杀亨德里克斯来到了苏黎世，但是整座城市都被机器人所控制。在一路的冲杀后，主角与凯恩到达了科尔利森总部内部。随后主角发现NOVA6已经被释放，必须要有人进入毒气控制室关闭毒气。为了避免新加坡的灾难重演，凯恩决定牺牲自己，进入毒气室内封锁毒气的泄漏，但在进入毒气室后却发现这是考沃斯的毒计，它篡改了系统信息，事实上泄漏并未真正发生，凯恩则惨被封闭在毒气室内殒命。主角一人继续向内部突击。
主角在进入实验基地后，主角发现亨德里克斯已经抓住了实验主管，随后杀死了他，而主角也在不得已之下枪杀了亨德里克斯。旋即在要自杀時却被考沃斯完全侵蚀，並将主角的意识拉入了DNI系统生成的内部空间，而之前被主角杀死的所有人都出现在了主角的面前，诉说着考沃斯的“善意”，但是从实验主管的口中，主角得知考沃斯原本只是一个人类思维的检视程序，但是由于未知的原因考沃斯失控了。突然泰勒出现协助玩家启动净化程序清除考沃斯。随后主角在净化的时候慢慢走出了科尔利森大楼。当主角踏出大门的一刹那，考沃斯净化完毕，主角昏倒。在苏醒后接受士兵的身份詢問时，主角却脱口而出：“我是泰勒。”

### 僵尸模式
僵尸模式目前有六個故事情节。首先推出的叫“恶灵之影（Shadows of Evil）”，故事发生在虚构的美国城市MORG市的群体：魔術師尼禄（杰夫·高布伦），蛇蠍美人杰西卡（海瑟·葛拉罕），警察杰克·文森特（尼尔·麦克唐纳）和拳擊手弗洛伊德·坎贝尔（朗·普尔曼）。Treyarch介绍这些人受到“过去长期和肮脏的罪行史的困扰”。这四个人被扔到一个被僵尸占据的扭曲的城市中，并且受到一个神秘且不可靠的影子人（罗伯特·皮卡多）的指导。Treyarch表示，僵尸模式的主要故事将与过去游戏的僵尸模式紧密相连，尤其是《黑色行动II》的“活死人的暴动（Mob of the Dead）”。
第二个故事“巨人（The Giant）”，是《戰爭世界》“巨人（Der Riese）”的重製版本，角色更是原来的英雄：邓普西（史蒂芬·布鲁姆），尼古拉·别林斯基（弗雷德•塔塔绍尔），武雄正树（汤姆·凯恩）和爱德华·希霍托芬（诺兰·诺斯），他们最初在《黑色行动II》中的地图“起源”中登场。他们的故事继承自“起源”，将试图改写原来历史的时间线。
第三個故事叫“鋼鐵之龍（Der eisendrache ）”，人物也是故事“巨人（The Giant）”的邓普西、尼古拉、武雄和爱德华。
第四個叫“绝望之島（zetsubou no shima）”，主角都是邓普西等人。
第五個是叫“血獄之城（Gorod krovi）”，又稱為鮮血之城，原名Gorod Krovi是俄語（Город Крови），在英語解City of Blood。
最後一個叫“啟示錄（Revelation ）”，又譯作啟示，是包含在地圖包“拯救”中的殭屍地圖，由多個以前的地圖混合而成。

### 游戏角色设定
| 角色名        | 角色背景/形象 | 专属武器                                | 特殊技能                            |
| ------------- | --- | --------------------------------------- | ----------------------------------- |
| Battery 电池  | 本名为Erin Baker，来自一个拥有100年军队服役历史的超级老兵家庭。她继续着四个哥哥的道路在高中毕业后选择了入伍。 祖父可能是決勝時刻：黑色行動冷戰中的約翰·貝克（John Baker） | 榴弹发射器 每次可以打出三枚致命榴弹炮   | 动能护甲 能使敌方子弹偏转           |
| Nomad 浪人    | 沉默寡言，对于地形的控制掌握以及陷阱的布置都非常拿手，是一名游击战专家。                                                                                                  | H.I.V.E 发射器 布署致命的奈米虫群       | 自救装置 启动自救装置可重新回到战场 |
| Outrider 侍从 | 侍从担任的角色较多为护卫或者是区域观察者的角色。 | 麻雀战斗弓 具备高爆箭头箭矢，高伤害     | 视觉脉冲 以红色方式标出冲击到的敌人 |
| Prophet 先知  | 一只手采用生化肢体的先知，有着独特的战斗方式以及近远皆宜的高科技武器。 | 暴雨 充能性武器，发射时间短             | 短波干扰 瞬间传送到先前设定的位置   |
| Reaper 死神   | 在未来的时代如死神这类的机器战士已经逐渐取代了传统的步兵。 | 镰刀多管机枪 威力大，射速非常惊人       | 诱饵 创造出三个诱饵分身             |
| Ruin 废墟     | 废墟是一名四肢采用生化肢体的士兵，具有很强的破坏力以及机动能力。 | 重力刺 创造小区域的破坏力场             | 过载 以一般人移动的 6 倍左右移动    |
| Seraph 六翼   | 擅长以专注力提升战斗效益的六翼，其专属的左轮手枪威力强大。 | 歼灭者左轮 远远程高伤害，一发可歼灭敌人 | 战斗专注 加倍方式累积得分奖励       |
| Spectre 幽魂  | 角色真名属于机密，任何人也不得而知。实际上外界对于幽灵的情报几近于零，连“幽灵”这个名字也是因为其行事作风而起的绰号。                                                      | 量子短刀 对敌人造成致命的伤害           | 动态迷彩 获得暂时隐形能力，彻底隐形 |

## 开发
《使命召唤：黑色行动III》是使命召唤系列的第12部正统续作，黑色行动系列的第三部作品。这也是第二款动视以三年开发周期进行制作的游戏，第一款是使命召唤：高级战争。开发团队（Infinity Ward、Treyarch和大锤游戏）将用三年的开发时间制作每个使命召唤系列，而不是先前规定的两年。《黑色行动III》将使用以前《黑色行动II》用过的IW引擎的大幅修改的版本。
2015年6月9日，游戏的PlayStation 3和Xbox 360版本被证实正在由Beenox和Mercenary Technology开发。这些版本会缺少某些其他平台的模式，如游戏的战役模式。美式橄榄球球队西雅图海鹰的跑卫马肖恩·林奇将在《黑色行动III》中客串一个恶棍。Treyarch的制作人员马克·拉米亚（Mark Lamia）解释道工作室需要一个“威风的人物”，据悉林奇在大学和国家橄榄球联盟生涯中曾是使命召唤系列狂热的粉丝。2015年6月15日，动视与索尼电脑娱乐达成独占协定，未来《黑色行动III》所有的追加下载内容将在PlayStation平台进行定时独占发布。这结束了从《使命召唤4：现代战争》开始的与微软进行的类似的独家交易。
2015年8月18日，多人测试版在PlayStation 4平台发布，Xbox One和Windows平台于8月26日发布。所有版本的多人测试模式开放了6天。

## 营销

### 初现
2015年4月，Snapchat上出现了有关《黑色行动III》的游戏玩法，同期Treyarch发布了有关游戏的预告视频。4月26日，第一个游戏正式预告片发布，预告片显示僵尸模式将回归，预购游戏的PC、PS4和Xbox版的玩家将会获得游戏的测试资格。游戏完整版将于2015年11月6日发布。

### 争议
2015年9月29日，使命召唤的官方Twitter账户暂时改名为“时事汇总”（Current Events Aggregate）。然后，它开始发布发生在新加坡的恐怖袭击事件。动视后来解释道这些推文是假的，这有助于让人们了解游戏的剧情战役。这种营销活动被强烈批评为伪造新闻，出版商动视则被指责是“不负责任的”。在10月7日索尼香港公布的《使命召唤：黑色行动III》中文版预告片中渲染了大量真实发生的战争、灾难，其中包括2015年8月发生在中国的天津大爆炸，有中文媒体称此举无疑将对该游戏在中国大陆的审核增加阻力。游戏总监Jason Blundell称由制作组对营销活动产生的负面影响感到“震惊”，并表示愿意道歉。

### 预购
《使命召唤：黑色行动III》与其对应的数字豪华版将提供PlayStation 4的Xbox One和PC版的预购。数字豪华版附带了季票，玩家也可单独订购。预购提供了游戏的多人公测版及《使命召唤：高级战争》的物品，如定制的瞄准十字线，徽章，名片，以及高等补给品空投包。索尼还宣布《黑色行动III》的PS4公测版将在2015年8月19日至23日开启。2015年8月18日，PS4测试版正式上线，比原来宣布的时间早了几个小时。

### 漫画搭配
2015年7月1日，一本名为《使命召唤：黑色行动III》漫画书公布，将作为游戏的前传上市。此书将在2015年11月4日通过黑马漫画于全球发售。故事由拉里·哈马撰写，漫画则由费雷拉·马塞洛创作。

### 特别版
除了數位豪华版外，其他的特别版包括硬化版和Juggernog版。Juggernog版包含一个迷你冰箱、一个季票以及一些独家游戏内容。珍藏版的僵尸模式奖励地图“巨人”公布，这是对《使命召唤：战争世界》地图“Der Riese”的重制，一些前作人物如邓普西、尼古拉、武雄及希霍托芬回归。

## 轶事
在《黑色行动III》官方简体中文版中，能够使得弹药加满的强化能力被开发公司动视称作“凯申物流”（中国大陆对蒋介石的调侃，讽刺国共内战中国军的装备常被解放军大量缴获）。

## 评价
| 汇总媒体     | 得分                                |
| ------------ | ----------------------------------- |
| GameRankings | PS4：84.70% XONE：77.50% PC：74.50% |
| Metacritic   | XONE：83/100 PS4：81/100 PC：78/100 |

| 媒体           | 得分   |
| -------------- | ------ |
| Destructoid    | 8.5/10 |
| 电子游戏月刊   | 9.5/10 |
| GamesRadar+    | 9/10   |
| GameSpot       | 7/10   |
| Giant Bomb     | [ 47 ] |
| IGN            | 9.2/10 |
| Polygon        | 7/10   |
| 游戏机实用技术 | 25/30  |